# Mercedes-Benz EQS
La Mercedes-Benz EQS (nome in codice Mercedes-Benz V297) è un'autovettura elettrica prodotta dalla casa automobilistica tedesca Mercedes-Benz a partire dal 2021.
La EQS è una berlina di lusso di grandi dimensioni, che fa parte della famiglia EQ, una gamma di veicoli elettrici della Mercedes e va ad affiancarsi ai modelli EQC, EQA ed EQB.

## Descrizione

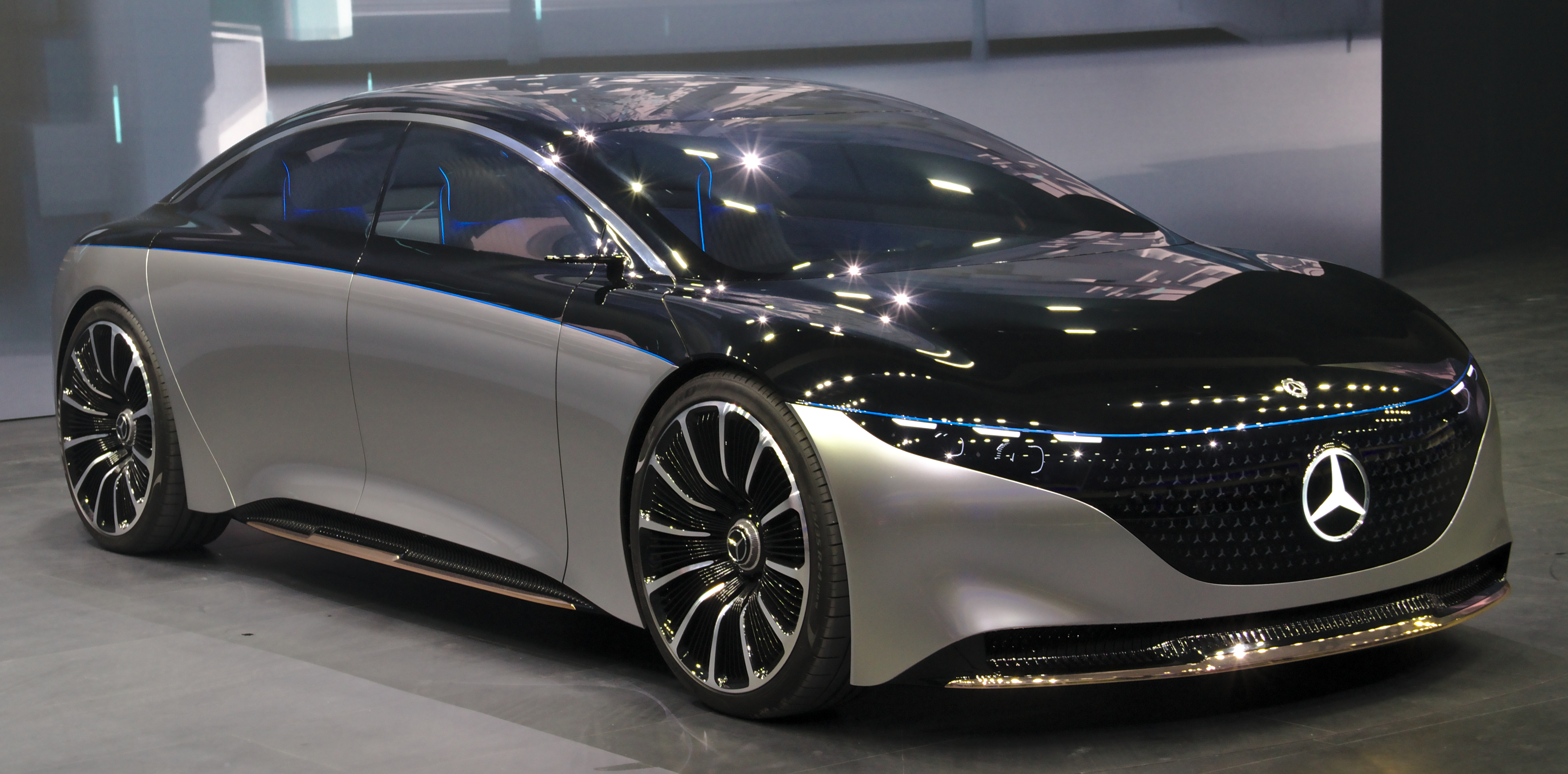
Mercedes-Benz Vision EQS al salone di Francoforte

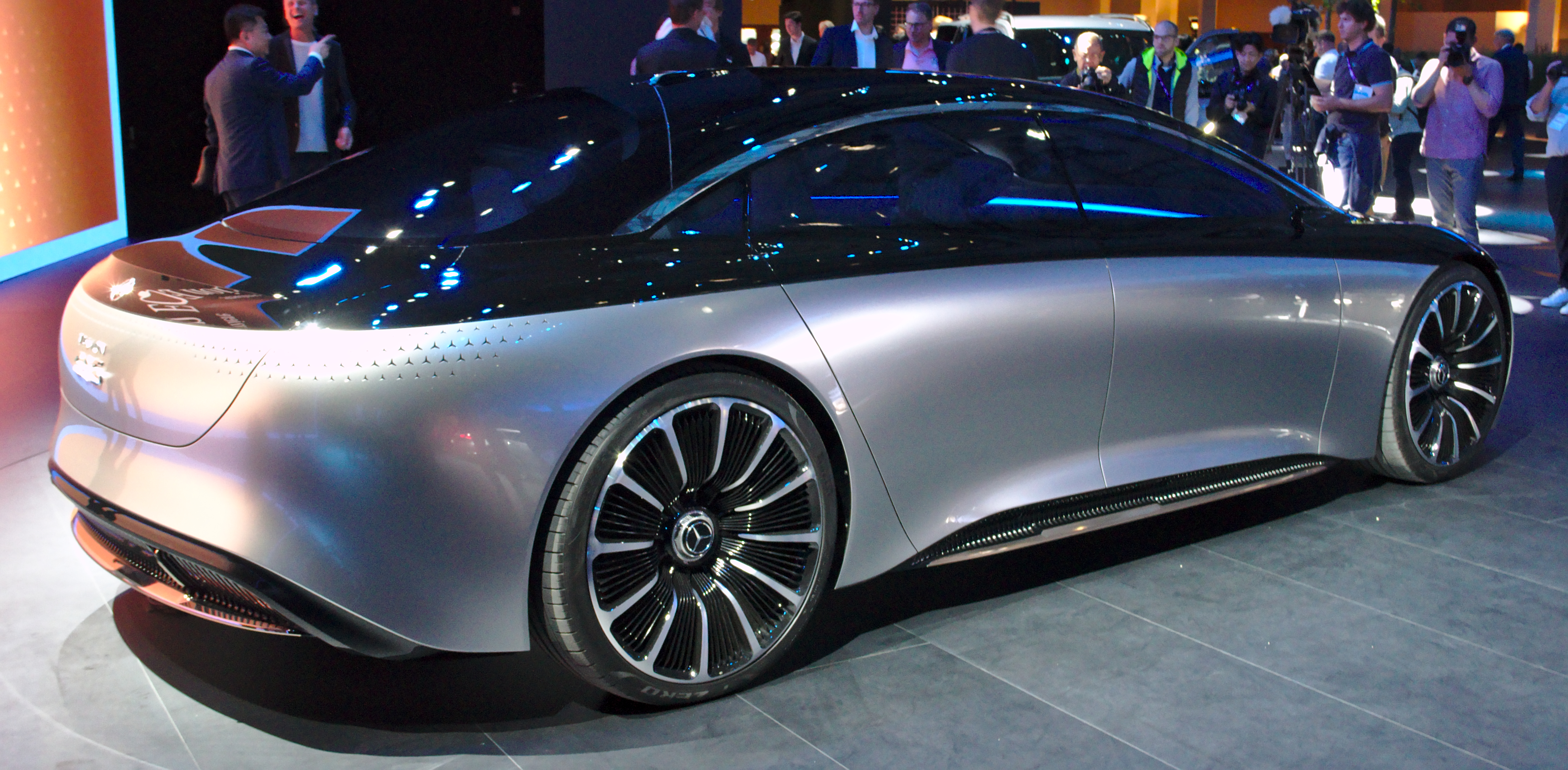
Retro della Vision EQS

La EQS è stata presentata sotto forma di concept car al Salone di Francoforte nel 2019 con il nome di Mercedes-Benz Vision EQS. La vettura nella sua veste definitiva è stata presentata il 15 aprile 2021, per poi debuttare al salone di Shanghai ad aprile 2021.
L'EQS è il primo veicolo ad essere basato sulla piattaforma specifica per i modelli elettrici denominata MEA. La carrozzeria ha un coefficiente di penetrazione aerodinamica di 0,20. Le versioni più potenti della Mercedes-Benz EQS sono dotate di tre schermi OLED separati che coprono quasi tutta l'intera parte superiore della pancia, andando dal cruscotto del guidatore fin davanti al passeggero anteriore.
La vettura sfrutta due pacchi batteria che a seconda della versione può essere da 90 e 107,8 kWh; la caratteristica principale di quest'ultime sta nella struttura dei catodi, che vengono realizzati solo per il 10% da cobalto.

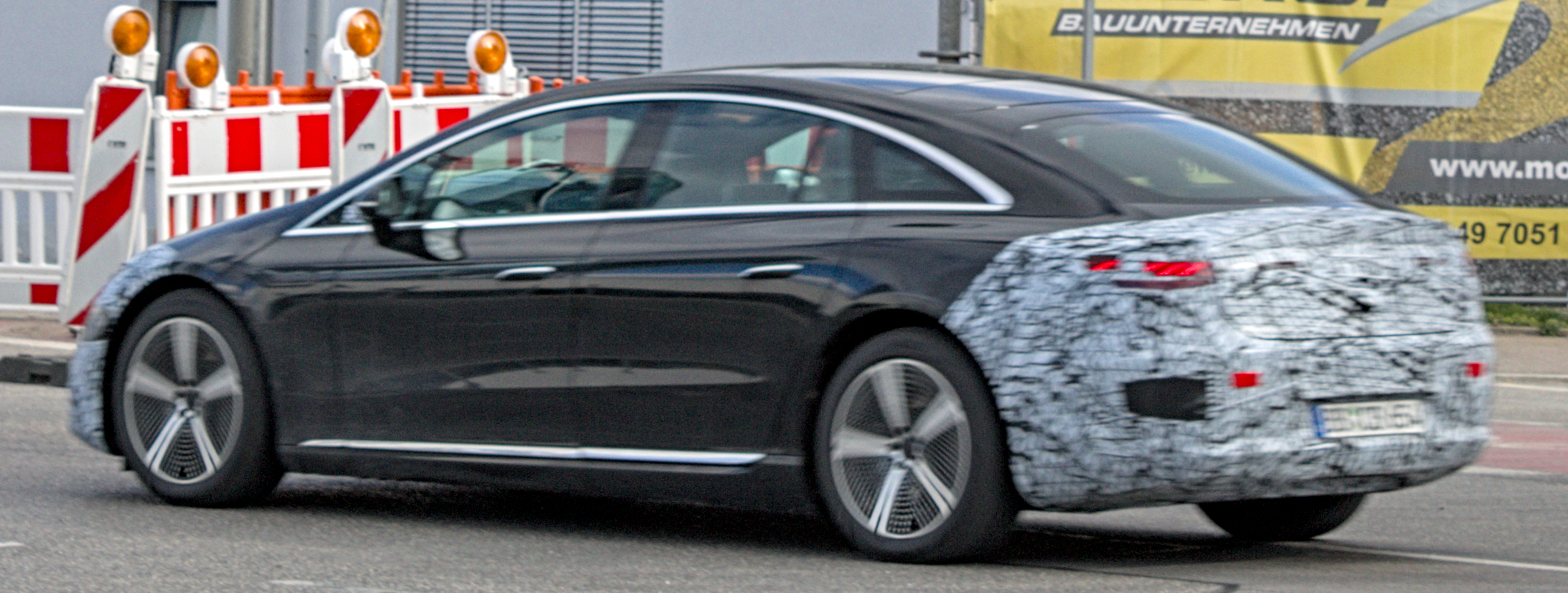
Muletto della vettura nelle ultime fasi di sviluppo

Al lancio sono disponibili due motorizzazioni: la 450+ dotata di un singolo motore elettrico posto al retrotreno da 333 CV e 568 Nm, per una massa complessiva di 2480 kg e un'accelerazione di 6,2 secondi per coprire lo 0-100 km/h. La EQS 580 4Matic è dotata di due propulsori elettrici che costituiscono un sistema di trazione integrale on demand, per una potenza totale di 523 CV e 855 Nm di coppia e un peso complessivo di 2585 kg, con un tempo nello 0-100 che si attesta a 4,3 secondi. Secondo il ciclo WLTP l'autonomia con la batteria più grande è di circa 770 km ed è disponibile la ricarica rapida a 200 kW.
La versione sportiva AMG EQS la potenza disponibile è di 658 CV con coppia massima di 950 Nm. Il pacchetto opzionale Dynamic Plus AMG, in modalità Race Start con funzione booster, raggiungere una potenza totale di 761 CV con coppia massima di 1.020 Nm.